# Calanque

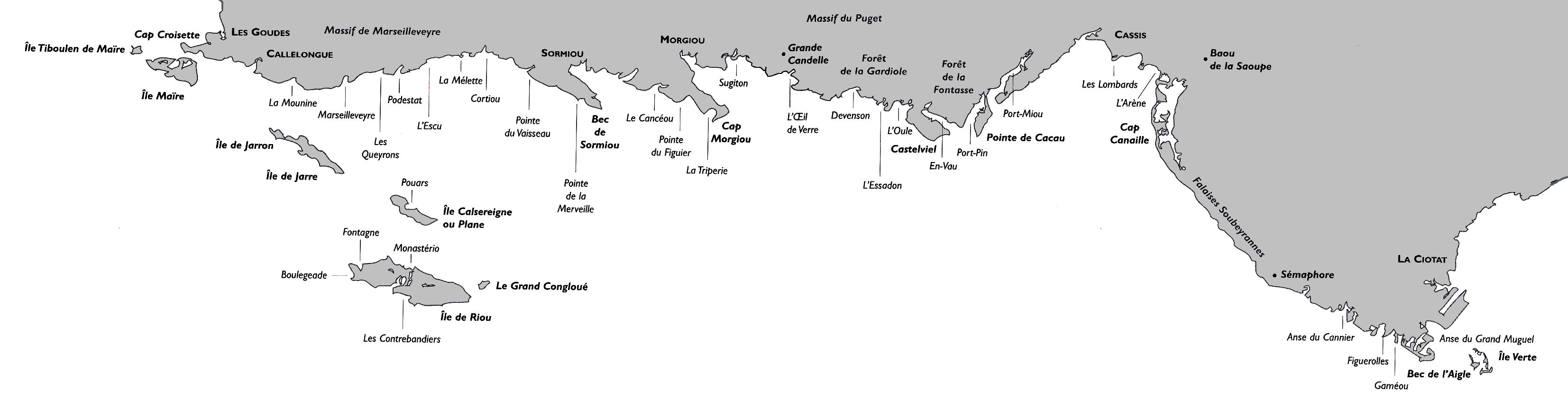
Mapa de las calanques entre Marsella y La Ciotat, Francia

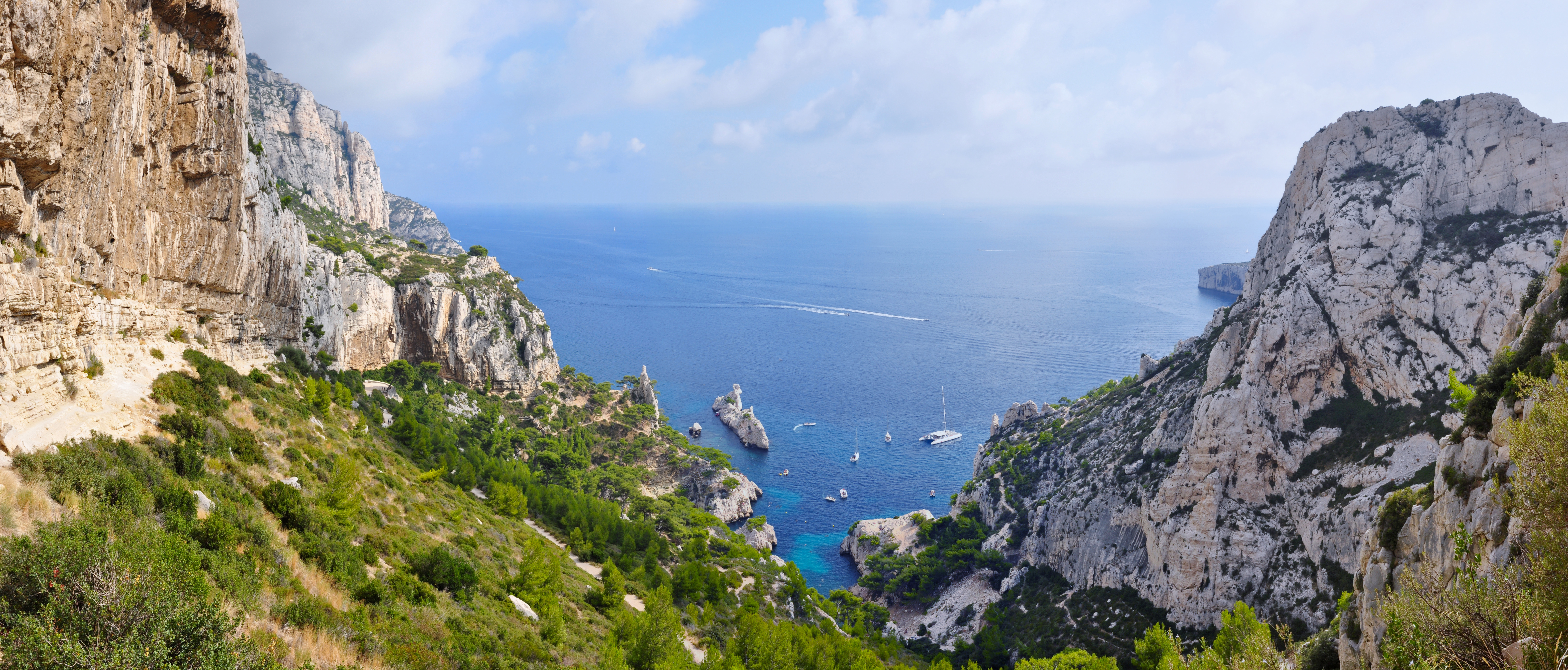
La calanque de Sugiton es la más grande ubicada dentro de los límites de la ciudad de Marsella.

Una calanque (en francés: [kalɑ̃k], "cala"; en corso: calanca, plural calanche o calanchi; en occitano: calanca, plural calancas) es una cala estrecha y de paredes abruptas que se desarrolla en la piedra caliza, la dolomita u otros estratos carbonatados y que se encuentra a lo largo de la costa mediterránea. Una calanque es un valle escarpado que se forma en las regiones kársticas, ya sea por la erosión fluvial o por el derrumbe del techo de una cueva que posteriormente ha quedado parcialmente sumergida por la subida del nivel del mar.

## Características

### Ubicación
Los ejemplos más conocidos de esta formación se encuentran en el macizo de Calanques (Massís dei calancas en occitano, la lengua tradicional local), en el departamento de Bouches-du-Rhône, en el sur de Francia. La cordillera se extiende a lo largo de 20 km de longitud y 4 km de ancho a lo largo de la costa entre Marsella y Cassis, y culmina en el Monte Puget (565 m). También se pueden encontrar calanques similares en la Costa Azul, cerca del macizo del Esterel, y en la isla de Córcega (Calanques de Piana). Los puntos más altos de las calanques se encuentran en el Monte Puget (565 m) y en las montañas de Marseilleveyre (432 m). Se observan similitudes entre las calanques y las rías, las desembocaduras de los ríos que se forman a lo largo de la costa de Bretaña en el norte de Francia.
Las calanques de piedra caliza del  macizo de Calanques se encuentran dentro del Parque Nacional de Calanques recientemente creado (2012) y comprenden la calanque de Sormiou, la calanque de Morgiou, la calanque de Port-Miou y la calanque de Sugiton. Hay otras calanques en el parque nacional, más al este de la costa, incisas en el Cap Canaille. Estas calanques se formaron en diferentes estratos rocosos, a menudo en capas de conglomerado de guijarros cementados. Las calanques también están presentes en los Apeninos italianos, en lugares como el desierto de Accona y en la reserva natural de Calanchi de Atri.

### Geología

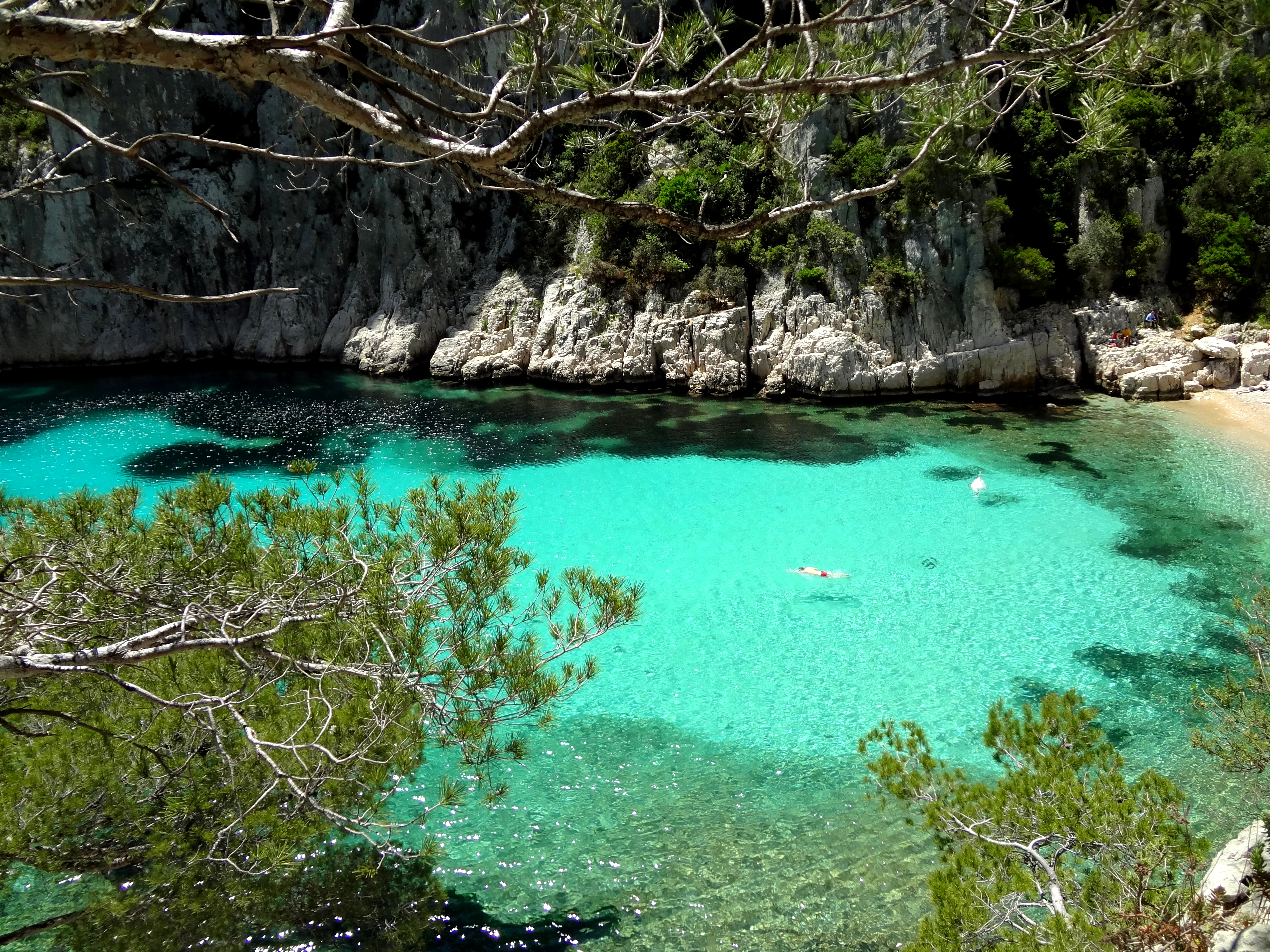
Calanque d'En-Vau, una de las calas situadas en el Parque Nacional de Calanques

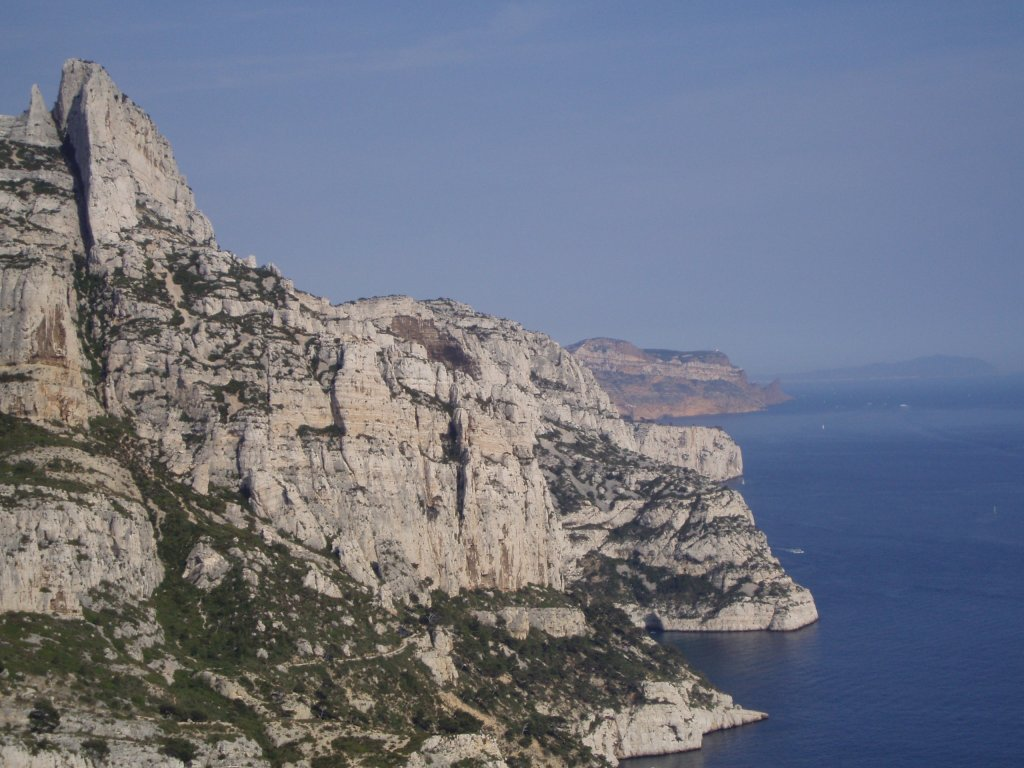
Calanques de Marsella y Cassis vistas desde el mirador de Sugiton

Las calanques actuales del Mediterráneo son valles de lados escarpados que la transgresión marina del Holoceno (Flandria) sumergió parcialmente para formar ensenadas con acantilados. Estos valles fueron incisos por los ríos o creados por el colapso de las cuevas como valles secos kársticos cuando el nivel del mar era más bajo que en la actualidad
A lo largo de la costa del mar Mediterráneo, algunos de los valles que se inundaron para formar calanques podrían remontarse a la crisis de salinidad del Messiniense, hace entre 5,96 y 5,32 millones de años. Durante este periodo de tiempo, el Mar Mediterráneo quedó aislado del Océano Atlántico y su nivel superficial descendió hasta 1.500 m por debajo del nivel del Océano Atlántico. Como consecuencia, no sólo se acumularon evaporitas en las llanuras abisales del Mediterráneo, sino que los ríos que desembocaban en él profundizaron sus valles cientos de metros. El Ródano, en particular, abrió un cañón de 576 m de profundidad en los estratos carbonatados del Cretácico, cerca de su confluencia con su afluente el Ardèche. La erosión fluvial de arroyos y ríos más pequeños creó otros muchos valles profundos y escarpados en respuesta a la gran bajada del nivel del mar en esta época. También en esta época se formaron valles kársticos secos de paredes escarpadas por el colapso de las cuevas que se desarrollaron en la caliza, la dolomita y otras rocas carbonatadas en respuesta a la gran bajada del nivel del mar Mediterráneo. Más tarde, durante el Pleistoceno, estos valles se ampliaron y modificaron por procesos fluviales, kársticos y de otro tipo durante los descensos interglaciares del nivel del mar dentro del rango de los 100 metros. Durante estos periodos de bajada interglacial del nivel del mar, se formaron, mediante procesos fluviales y kársticos, otros valles de lados escarpados, que posteriormente se inundaron para crear las calanques, a lo largo de la costa mediterránea. Hoy en día, se pueden ver como valles profundos y estrechos que están parcialmente sumergidos por el mar y están formados por piedra caliza o granito.

### Ecosistema

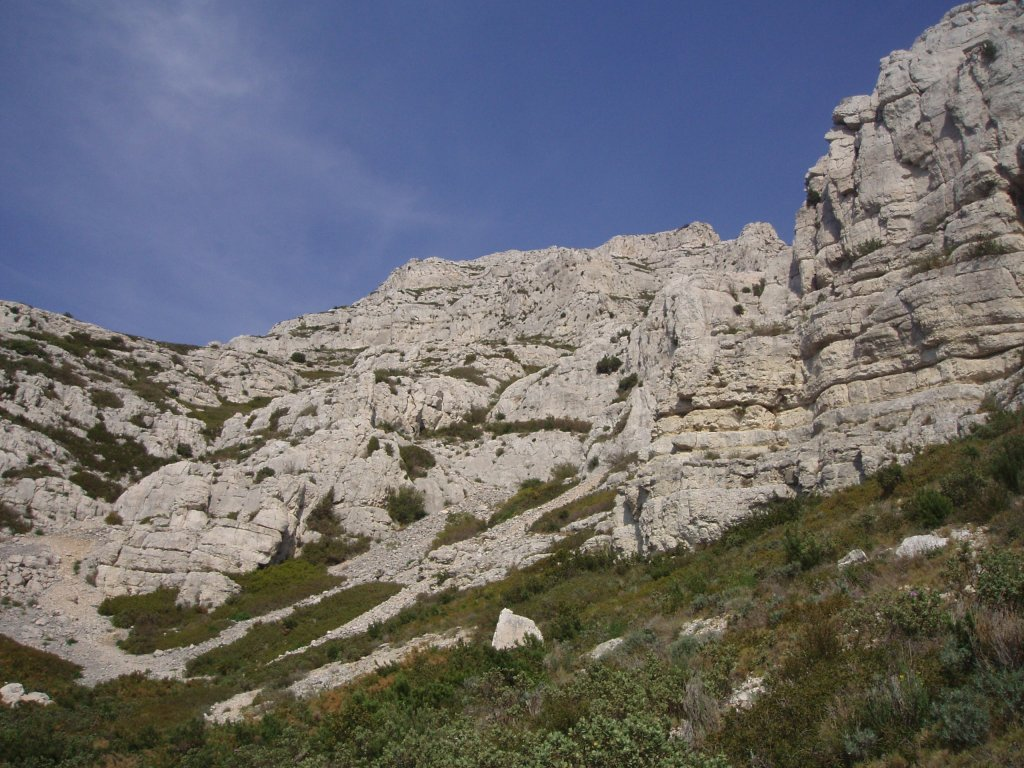
Un típico acantilado de las calanques con escasa vegetación anclada en él, visto desde el monte Puget

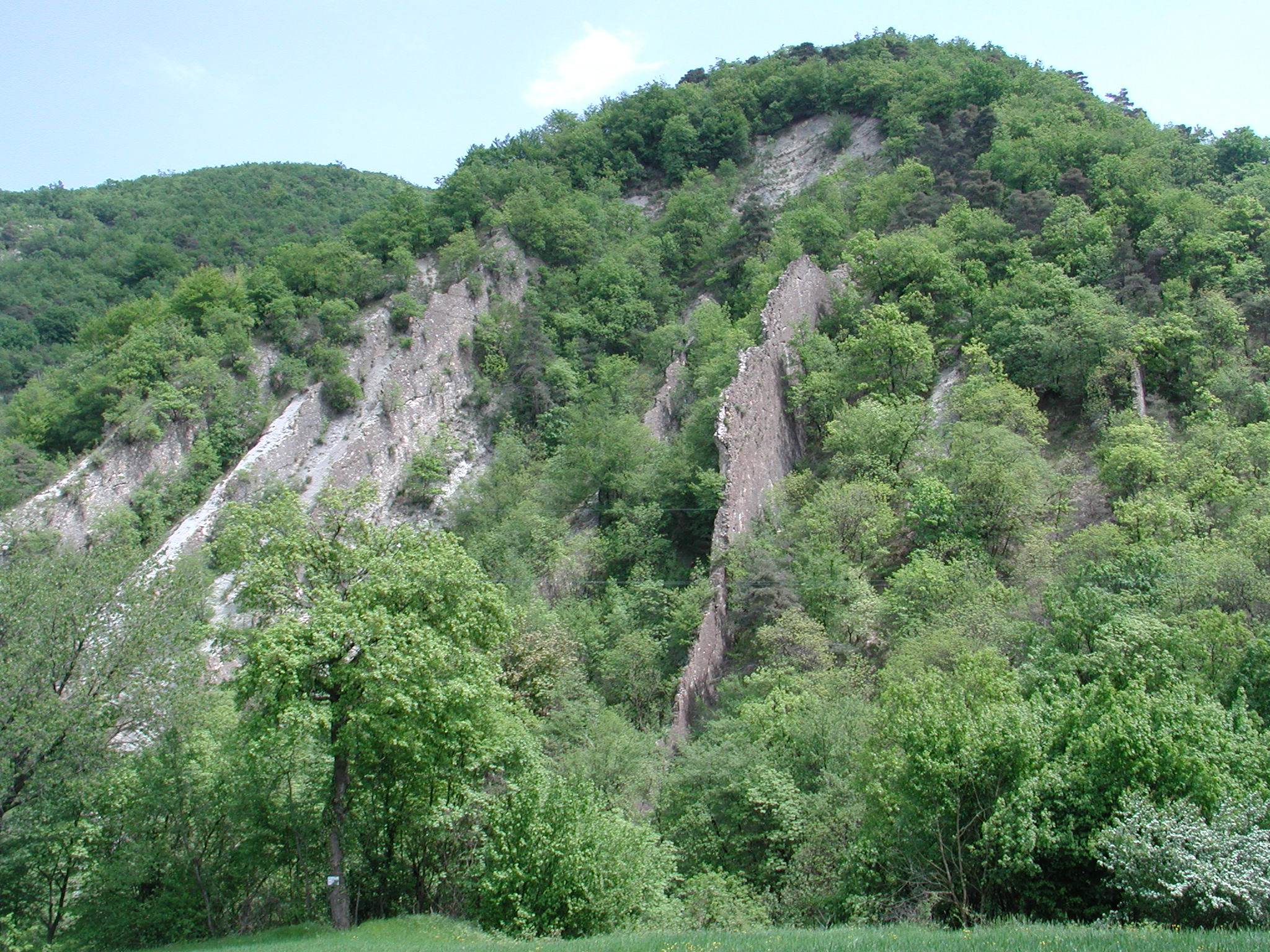
Calanques en Vezzano sul Crostolo, Apeninos italianos

Las calanques tienen un ecosistema particular, ya que el suelo es casi inexistente y los acantilados calcáreos contienen en cambio numerosas grietas en las que se anclan las raíces de las plantas. No obstante, la biota es diversa, con más de 900 especies de plantas, entre ellas algunas endémicas como el tragacanto de Marsella y la sablina de Marsella: miembros de la familia de las papilionáceas, que sólo se encuentran en las colinas de Marsella.
En los lugares donde los acantilados son menos verticales, la vegetación es el clásico maquis mediterráneo, que suele consistir en arbustos de hoja perenne de crecimiento denso, como la salvia, el enebro y el mirto. Es similar al brezo en muchos aspectos, pero con arbustos más altos, normalmente de 2 a 4 m de altura, frente a los 0,2 a 1 m del brezo. Al igual que en otros lugares de la costa mediterránea, el clima de las calanques es árido, y la humedad durante gran parte del año procede únicamente de la evaporación del mar. Este hábitat seco asociado a la niebla salina condiciona la subsistencia de una vegetación adaptada. Las calanques albergan conejos, zorros, grandes cuervos y águilas perdiceras, así como numerosos reptiles y jabalíes.

## Turismo

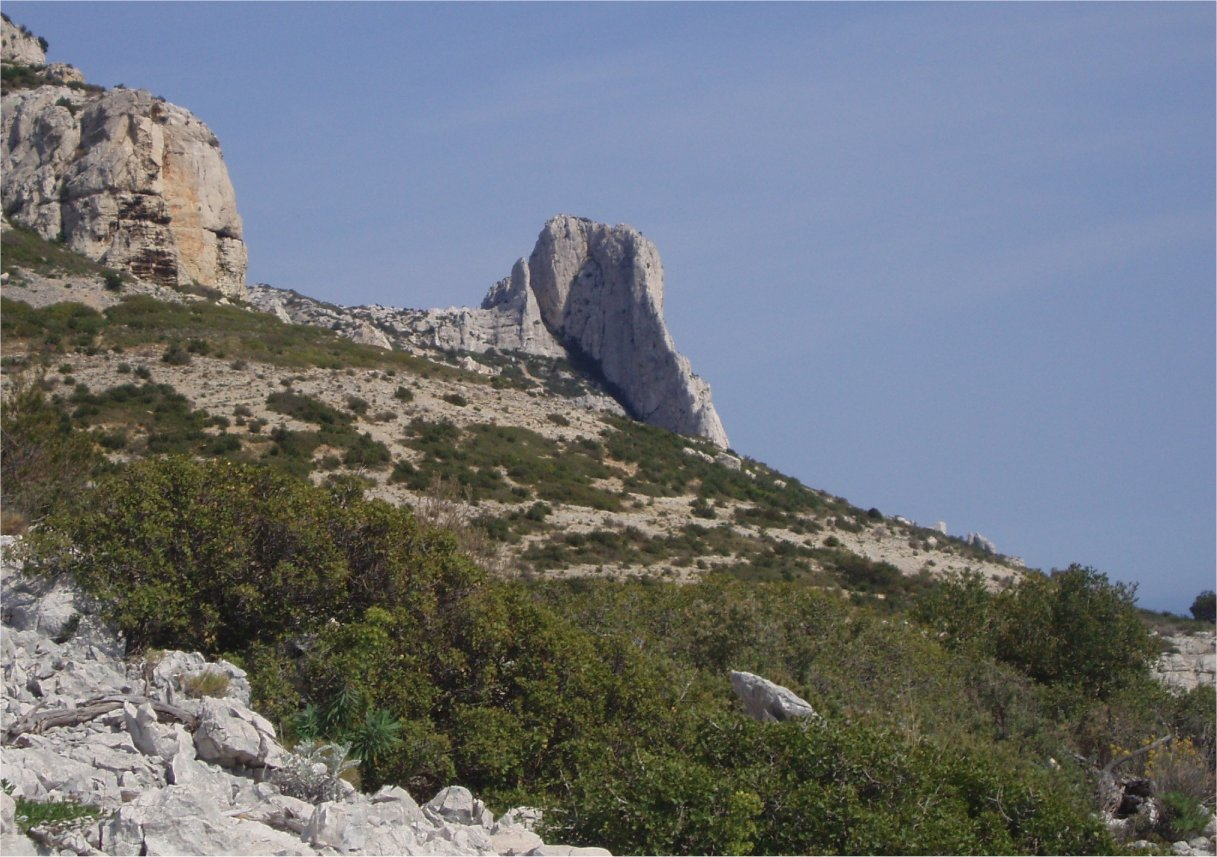
La Granda Candèla ("la gran vela" en occitano provenzal) un pequeño pico considerado por muchos como una prueba para un excursionista experto con algunas habilidades de escalada.

Las calanques entre Marsella y Cassis son populares entre los turistas y los lugareños, ya que ofrecen varios miradores (como la Corniche des Crêtes y el Cap Canaille) que permiten unas vistas espectaculares. Un gran número de excursionistas frecuenta la zona, siguiendo numerosos senderos premarcados. Los acantilados también se utilizan como lugares de entrenamiento para los escaladores. Sin embargo, este uso excesivo ha planteado problemas de daños potenciales a este delicado microhábitat.
La mayoría de las calanques también están cerradas al público durante el verano (normalmente de julio a septiembre) debido a los riesgos de incendio forestal que suelen producirse durante la estación seca. La mejor época para visitar las calanques es probablemente de marzo a mayo, cuando las temperaturas son frescas y, a diferencia del otoño y el invierno, las lluvias son escasas. Como no hay fuentes de agua dulce en las calanques, se aconseja a los visitantes que lleven grandes reservas de agua, especialmente durante el calor del verano, para evitar la deshidratación. También hay excursiones en barco que parten de Marsella, Cassis o La Ciotat y que permiten disfrutar de unas vistas espectaculares.
En abril de 2012, la mayoría de las calanques fueron declaradas parque nacional debido a su singularidad.

## Cueva de Cosquer
La cueva del Cosquer es una gruta submarina situada en el calanque de Morgiou, a 37 m de profundidad, que estuvo habitada durante el Paleolítico, cuando el nivel del mar era mucho más bajo que el actual. Sus paredes están cubiertas de pinturas y grabados que datan de entre el 27 000 y el 19 000 a. C. y representan muchos animales terrestres como bisontes, íbices y caballos, así como animales marinos como focas y alcas.